# Can Barril (Santa Coloma de Farners)
Can Barril és una obra noucentista de Santa Coloma de Farners (Selva) inclosa a l'Inventari del Patrimoni Arquitectònic de Catalunya.

## Descripció
Es tracta d'una àmplia casa senyorial, edifici de tres plantes amb balustrada. La façana presenta tres obertures a cada pis amb arc de mig punt, és regular i uniforme, amb arrebossat sobri, pintat de color gris. Ressalten els arcs de pedra que emmarquen les obertures amb el gris de la paret. Els balcons, al primer i segon pis, són de ferro forjat amb decoració simple, pintats de blanc i sostinguts per mènsules. Les dues finestres de la part inferior estan tapades amb una reixa blanca que presenta decoració floral, més treballada que els balcons dels pisos superiors. A l'interior destaquen certs ornaments modernistes.